# Legionella fallonii
Espèce
Legionella fallonii est une espèce de bactéries gram-négatives de la famille des Legionellaceae.

## Description
Les Legionella fallonii sont des bacilles gram-négatifs qui peuvent croître sur milieu  BCYE supplémenté en L-cystéine après avoir été mis en co-culture avec une amibe hôte.

## Taxonomie
Le nom correct complet (avec auteur) de ce taxon est Legionella fallonii Adeleke et al. 2001,.

### Étymologie
L'étymologie du nom d'espèce de L. fallonii est la suivante : fall’o.ni.i. N.L. gen. masc. n. fallonii, en l'honneur de Ronald Fallon qui a contribué aux connaissances des legionellae et qui a été le premier à produire des antigènes et antisérums de Legionella au Royaume-Uni en 1977. Il a travaillé sur un isolat d'un cas sur le navire où la souche LLAP-10 a été isolée.

## Habitat
Tout comme les espèces L. gresilensis, L. birminghamensis, L. feeleii, L. fairfieldensis, L. drozanskii et L. beliardensis, cette bactérie peut être retrouvée comme particule infectieuse des Acanthamoeba lesquelles lui servent d'hôte pour s'y multiplier et de vecteur de propagation dans l'eau.